# Pulo Teungoh (Makmur)
Pulo Teungoh is een bestuurslaag in het regentschap Bireuen van de provincie Atjeh, Indonesië. Pulo Teungoh telt 219 inwoners (volkstelling 2010).